# Eye (periodico)
Eye è un magazine britannico dedicato principalmente al graphic e al visual design, fondato nel 1990 da Rick Poynor, uno studioso di graphic design e comunicazione.
Max Bruinsma fu il secondo direttore, tra il 1997 e il 1999, fino a quando non venne sostituito da John L. Walters nel 1999. 
Stephen Coates è stato direttore artistico per le uscite 1-26, Nick Bell 27-57 e Simon Esterson dal numero 58.
Alcuni tra i contributori più presenti e importanti: Phil Baines, Steven Heller, Steve Hare, Richard Hollis, Robin Kinross, Jan Middendorp, J. Abbott Miller, John O’Reilly, Rick Poynor, Alice Twemlow, Kerry William Purcell, Steve Rigley, Adrian Shaughnessy, David Thompson, Christopher Wilson, Gavin Bryars, Anne Burdick, Brendan Dawes, Malcolm Garrett, Anna Gerber, Jonathan Jones, Emily King, Ellen Lupton, Russell Mills, Quentin Newark, Tom Phillips, Robin Rimbaud, Stefan Sagmeister, Sue Steward, Erik Spiekermann, Teal Triggs, Val Williams and Judith Williamson.